# Live at Montreux
《Live at Montreux》는 아일랜드의 포크 그룹 더 더블리너스의 라이브 음반이다. 1977년 독일의 레이블인 인터코드 레코드를 통해 발매되었다. 바니 매케너, 루크 켈리, 존 시헌과, 짐 매캔이 참여하였으며, 1976년 몽트뢰 재즈 페스티벌에서의 공연을 녹음한 것을 발매한 것이다. CD로는 한 번도 발매한 적이 없으나, 싱글 트랙은 컴필레이션에 나온적이 있었다. 2016년에는 스포티파이와 아마존 뮤직 외에도 다양한 음악 서비스 어플에서 새로운 커버가 있는 채로 mp3 다운로드가 가능하게 되었다.

## 트랙 리스트
표시한 곡을 제외하고, 모든 곡은 전통적으로 내려오는 곡이며, 더 더블리너스가 편곡하였다.

### 사이드 원
1. "Fermoy Lassies and Sporting Paddy"
2. "Lark in the Morning"
3. "Four Green Fields" (Tommy Makem)
4. "Sheahan's Selection - Belfast Hornpipe/Doherty's Reel/Honeymoon Reel/Acrobat/Village Bells/Colonel Rodney"

### 사이드 투
1. "The Town I Loved So Well" (Coulter Martin)
2. "Kelly, the Boy from Killane"
3. "The Mason's Apron"
4. "Montreux Monto"